# Susan Hill
Dame Susan Elizabeth Hill DBE (* 2. Februar 1942 in Scarborough, heute Grafschaft North Yorkshire) ist eine britische Schriftstellerin und Sachbuchautorin.

## Leben
Hill ist die Tochter eines Soldaten der Royal Air Force (RAF) und einer Näherin. Schon in der Schule in ihrer Heimatstadt wurde ihr Interesse am Theater und der Literatur geweckt. Die Familie zog 1958 nach Coventry in der Grafschaft West Midlands, wo ihr Vater Arbeit in der Auto- und Luftfahrtindustrie fand. Am Gymnasium in Coventry belegte sie die Fächer Englisch, Französisch, Geschichte und Latein. Am King’s College London machte sie ihren Abschluss im Fach Englisch. In dieser Zeit schrieb sie ihren ersten Roman The Enclosure, der vom Verlag Hutchinson in London bereits in ihrem ersten Studienjahr verlegt wurde.
1975 heiratete Hill den Literaturwissenschaftler und Shakespearekenner Stanley Wells, mit dem sie nach Stratford-upon-Avon zog. Hill ist Anglikanerin. Das Ehepaar hat zwei, inzwischen erwachsene Töchter. Hill wohnt und arbeitet heute nordöstlich von Oxford in Beckley, Oxfordshire.

## Arbeiten
Unter Hills bisher erschienenen Romanen sind die im Stil der Gothic fiction geschriebenen Geistergeschichten die bekanntesten. Dazu zählt die Novelle Die Frau in Schwarz, die 2012 unter demselben Titel mit Daniel Radcliffe in der Hauptrolle verfilmt wurde. 1993 erschien Rebeccas Vermächtnis (OT: Mrs. De Winter), eine Fortsetzung zu Daphne du Mauriers Roman Rebecca.  Hinzu kommen noch mehr als zehn Kinderbücher sowie Kriminalgeschichten mit dem Kommissar Simon Serailler als Hauptfigur. Die Schriftstellerin schrieb Theaterstücke, Erzählungen und Sachbücher, und sie betreibt einen Blog. Susan Elizabeth Hill hat ihren eigenen Verlag, Long Barn Books, der jedes Jahr ein Buch von ihr veröffentlicht. Für die Radiosoap The Archers hat sie einige Drehbücher geschrieben.

## Preise und Ehrungen
- 1971: Somerset Maugham Award für I'm the King of the Castle
- 1972: Whitbread Novel Award, heute Costa Book Award für The Bird of Night
- 1973: John Llewellyn Rhys Prize für The Albatross
- 1988: Nestlé Smarties Book Prize (Gold Award) in der Kategorie: sechs bis achtjährige Leser für Can it Be True? A Christmas Story
- 2012: Anlässlich der Birthday Honours Ernennung zum Commander des Order of the British Empire (CBE)
- 2020: Anlässlich der Queen’s Birthday Honours Nobilitierung als Dame Commander des Order of the British Empire (DBE)

## Veröffentlichungen (Auswahl)

### Prosa
- The Albatross and other Stories. Saturday Review Press, New York City 1975, ISBN 0-8415-0383-4.
- Wieviel Schritte gibst Du mir? Klett-Cotta, Stuttgart 1981, ISBN 3-12-903750-0.
- Air and Angels. 1991
  - Deutsche Ausgabe: Luft und Engel. Roman. Aus dem Englischen übersetzt von Reinhild Boehnke. Aufbau-Verlag, Berlin/Weimar 1991.
- Mrs DeWinter. 1993
  - Deutsche Ausgabe: Rebeccas Vermächtnis. Knaur, 1995, ISBN 3-426-19333-7.
- The Battle for Gullywith.
  - Deutsche Ausgabe: Der Kampf um Gullywith. Kinderbuch. Rowohlt, Reinbek bei Hamburg 2008, ISBN 978-3-499-21494-3.
- The Beacon. Chatto & Windus bei Random House, London 2008
  - Deutsche Ausgabe: Stummes Echo. Roman. Aus dem Englischen übersetzt von Andrea Stumpf. Gatsby bei Kampa, Zürich 2019, ISBN 978-3-311-21007-8.

### Geistererzählungen
- Die Frau in Schwarz. Vollständig überarbeitete Neuausgabe. (OT: The Woman in Black. 1983), Knaur, München 2012, ISBN 978-3-426-50220-4.
- Das Gemälde: Eine Geistergeschichte. Übersetzung von Susanne Aeckerle. (OT: The Man in the Picture), Knaur, München 2009, ISBN 978-3-426-66350-9.
  - als E-Book: Knaur, München 2015, ISBN 978-3-426-43420-8.

### Kriminalromane
- Der Menschen dunkles Sehnen. Kriminalroman. Übersetzung: Susanne Aeckerle. Knaur, München 2007, ISBN 978-3-426-63459-2.
- Des Abends eisige Stille. Übersetzung: Susanne Aeckerle. Knaur, München 2008, ISBN 978-3-426-63731-9.
- Der Seele schwarzer Grund. Übersetzung: Susanne Aeckerle. Knaur, München 2010, ISBN 978-3-426-63857-6.
- Der Toten tiefes Schweigen. Übersetzung: Susanne Aeckerle und Marion Balkenhol. Knaur, München 2010, ISBN 978-3-426-66366-0.
- The Betrayal of Trust. Chatto & Windus, London 2011, ISBN 978-0-7011-8001-0.
- The Soul of Discretion: Simon Serrailler Book 8. Chatto & Windus, London 2014, ISBN 978-0-7011-8765-1.